# Armoriale dei comuni del cantone LUX 05 - Esch-sur-Alzette
Questa pagina contiene le armi (stemma e blasonatura) dei comuni del cantone di Esch-sur-Alzette, in Lussemburgo.
| Stemma | Nome del comune e blasonatura |
| ------ | --- |
|        | Bettembourg Partito: nel 1° d'argento, al leone di nero, armato e lampassato di rosso; nel 2° di rosso, al castello a due torri d'oro. |
|        | Differdange D'azzurro, al leone d'oro. |
|        | Dudelange D'oro, al leone di nero. |
|        | Esch-sur-Alzette D'argento, alla torre merlata di tre pezzi di rosso, finestrata di due pezzi del primo e aperta dello stesso, con quattro filetti in palo di nero, sostenuta da tre fasce ondate d'azzurro moventi dalla punta e accostata da due scudetti burellati d'argento e d'azzurro di dieci pezzi, al leone con la coda forcata di rosso, armato, lampassato e coronato d'oro.        |
|        | Frisange Interzato in pergola: nel primo d'azzurro, alla mezza aquila d'argento; nel secondo di nero, a due pastorali addossati posti in palo, moventi dalla partizione, quello di destra d'oro, quello di sinistra d'argento; nel terzo d'oro, alla mezza aquila di nero. |
|        | Kayl D'oro, al grifone di nero, armato e lampassato di rosso. |
|        | Leudelange D'oro, all'orso ritto di nero, al capo di rosso caricato di tre merlotti d'argento. |
|        | Mondercange Troncato: nel 1° d'oro, alla rosa di rosso punteggiata di verde, accostata da due stelle di rosso; nel 2° d'argento, a due torri chiuse di rosso e finestrate del campo, collegate da un muro merlato di cinque pezzi di rosso, aperto del campo e sostenente una terza torre di rosso finestrata d'argento; alla fascia di rosso attraversante sul tutto.                         |
|        | Pétange Troncato: nel 1° d'azzurro, a due salmoni addossati posti in palo e accompagnati da quattro crocette ricrociate e fitte poste una in capo, una in ogni fianco e una in punta, il tutto d'oro; nel 2° di rosso, al leone d'oro; alla fascia doppiomerlata d'argento attraversante sulla partizione.                                                                                     |
|        | Reckange-sur-Mess Trinciato: nel 1° d'argento, a tre merlotti di nero posti 2 e 1; nel 2°di nero, alla croce ancorata d'oro; alla banda ondata bandata d'azzurro e d'argento di quattro pezzi. |
|        | Roeser Di rosso, a tre foglie di ninfea d'oro, alla banda composta d'oro e d'azzurro. |
|        | Rumelange D'argento, al minatore di carnagione baffuto di nero, vestito con un paio di pantaloni d'azzurro, con cintura di nero ed un cappello senza tesa d'azzurro, calzato di cuoio al naturale, tenente con la destra un piccone al naturale posto in banda dietro la schiena, e con la sinistra una lanterna di vetro, con una candela di bianco illuminata d'oro, al centro della figura. |
|        | Sanem Partito: nel 1º d'oro, al leone rivoltato di nero, armato e lampassato di rosso, la coda forcata e passata in decusse; nel 2º d'argento, al leone di nero, armato e lampassato di rosso; lo scudo alla bordura di rosso, caricata di quattro ruote dentate d'oro alternate a quattro punte d'aratro d'argento.                                                                           |
|        | Schifflange D'oro, alla banda di rosso caricata di tre muffole sinistre d'argento poste nel senso della pezza. |